# Йованович, Владе
Владимир Йованович (серб. Владимир Јовановић; род. 4 июля 1973, Чачак, СФРЮ) — сербский профессиональный баскетбольный тренер.

## Клубная карьера
Под руководством Йовановича белградский «Партизан» в 2011 году выиграл Адриатическую лигу, а в сезонах 2010/2011 и 2011/2012 побеждал в чемпионате и Кубке Радивоя Корача. По итогам сезона 2010/2011 Йованович признан лучшим тренером Адриатической лиги и чемпионата Сербии.
В сезоне 2013/2014 Йованович привёл «Игокеа» к победе в чемпионате Боснии и вывел клуб в финал Кубка Боснии.
Карьеру в «Локомотиве-Кубани» Йованович начал с работы в системе молодёжных команд, а летом 2018 года стал ассистентом главного тренера основной команды. После того, как «Локомотив-Кубань» расстался с Сашей Обрадовичем, Йованович возглавил краснодарский клуб». В марте 2019 года «Локомотив-Кубань» отправил Йовановича в отставку.
В июне 2020 года Йованович стал главным тренером «Меги». Под его руководством в сезоне 2020/2021 «Мега» стала серебряным призёром чемпионата Сербии и Кубка Радивоя Корача.
В июле 2022 года Йованович возглавил «Будучност».
В ноябре 2023 года Йованович назначен главным тренером «Спартак» (Суботица).

## Сборная Сербии
Параллельно с работой в клубе Йованович работал с молодёжными сборными Сербии различных возрастов. В качестве ассистента в команде U20 помог выиграть золото первенства Европы-2008. А уже в качестве главного тренера сделал команду U18 сильнейшей на первенстве континента в 2009 и 2017 годах.

## Достижения

### Клубные
- Чемпион Адриатической лиги: 2010/2011
- Чемпион Второго дивизиона Адриатической лиги: 2023/2024
- Чемпион Боснии и Герцеговины: 2013/2014
- Чемпион Сербии (2): 2010/2011, 2011/2012
- Серебряный призёр чемпионата Сербии: 2020/2021
- Обладатель Кубка Радивоя Корача (2): 2010/2011, 2011/2012
- Серебряный призёр Кубка Радивоя Корача: 2020/2021

### Сборная Сербии
- Победитель чемпионата Европы (до 18 лет) (2): 2009, 2017